# دومينجوس فاكداوير
دومينجوس فاكداوير (بالإندونيسية: Dominggus Fakdawer) (31 ديسمبر 1989 بسورونغ في إندونيسيا - ) هو لاعب كرة قدم إندونيسي في مركز الدفاع. لعب مع برسيبورا جايابورا وPersiram Raja Ampat ‏ وبيرسيتا تانغيرانغ.

## روابط خارجية
- دومينجوس فاكداوير على موقع قاعدة بيانات كرة القدم.إي يو (الإنجليزية)
- دومينجوس فاكداوير على موقع Soccerway.com (الإنجليزية)